# Johannes de Laet
Johannes de Laet (Anvers, 1593 - Leiden, 1649) fou un filòleg i geògraf belga.
Vers l'any 1624 era director de la Companyia Holandesa de les Índies Occidentals, una de les poques dades que es coneixen de la seva vida, encara que se suposa que degué viatjar molt.
Va escriure:
- El Nou Món, o descripció de les Índies Occidentals, (Leiden, 1825, 1630 i 1644, traducció llatina el 1633 i francesa el 1640.
- Notae ad dissertationem H. Grotii de origine gentium americanarum, en la que sosté que els americans formen una raça distinta dels altres i habiten el Nou Món des de la dispersió dels homes (Amsterdam, 1643).

A més reuní i ordenà les notes recollides pel cèlebre naturalista Margraff. S. Marcgravii historiae naturalis Basiliae libri octo. Junt amb el compositor i teòric Hubert Waelrant fundà una editorial en la qual feu edicions de Plini el Vell i de Vitruvi.